# ガラスの瞳
「ガラスの瞳」（ガラスのひとみ）は、日本の男女バンドI-luluの2枚目のシングル。

## 解説
- 2007年2月21日にビクターエンタテインメントのレーベルFOR SIDE RECORDSよりリリースされた。CD、CD+DVDの2形態で発売された。DVDには本曲のプロモーションビデオが収録されている。
- 本曲はホラー映画「口裂け女」のテーマソング。作詞のインスピレーションは映画のテーマ「親子の関係」。

## 収録曲

### CD
1. ガラスの瞳
作詞：水島歌菜 / 作曲：片山義美 / 編曲：水上裕規
トルネード・フィルム配給映画「口裂け女」主題歌
2. マフラー
作詞：水島歌菜／作曲：片山義美
トルネード・フィルム「官能小説」主題歌

### DVD
1. ガラスの瞳 (PV)